# Медицина спавања
Медицина спавања је медицинска специјалност или супспецијалност посвећена дијагнози и терапији поремећаја спавања. Од средине 20. века, истраживања су донела значајан напредак у разумевању функција спавања и будности. Ово брзо развијајуће поље постало је призната медицинска супспецијалност у неким земљама, а у одређеним државама и стоматолошка медицина спавања квалификује се за сертификовање. Минимално дванаестомесечни постдипломски програми обуке још увек се дефинишу у Сједињеним Америчким Државама. У неким земљама, истраживачи спавања и лекари који лече пацијенте могу бити исте особе.
Прве клинике за проучавање спавања у Сједињеним Америчким Државама основане су 1970-их од стране заинтересованих лекара и техничара, а њихов први задатак био је проучавање, дијагностика и лечење опструктивне апнеје у сну. Још 1999. године, готово било који амерички лекар, без посебне обуке у медицини спавања, могао је отворити лабораторију за проучавање спавања.
Поремећаји и сметње у спавању су широко распрострањени и могу имати значајне последице по погођене појединце, као и економске и друге последице по друштво. Према Чарлсу Цејзлеру, члану Института медицине и директору Одељења за медицину спавања Медицинске школе Универзитета Харвард, Национални одбор за безбедност саобраћаја САД-а утврдио је да је умор водећи узрок (31%) фаталних саобраћајних несрећа у којима учествују возачи тешких камиона, док су дроге и алкохол на другом месту (29%). Недостатак сна такође је био значајан фактор у драматичним несрећама као што су изливање нафте из танкера Ексон Валдиз, нуклеарне катастрофе у Чернобиљу, инцидент на острву Три миље, као и експлозија свемирског шатла Чаленџер.

## Обим и класификација
Компетентност у медицини спавања захтева разумевање великог броја разноликих поремећаја, од којих многи имају сличне симптоме. У одсуству намерне депривације сна, овај симптом је „готово неизбежно изазван идентификујућим и лечивим поремећајем спавања“, као што су апнеја у сну, нарколепсија, идиопатска хиперсомнија, Клајне-Левинов синдром, менструално повезана хиперсомнија, идиопатски повратниступор или поремећаји циркадијалног ритма. Још једна честа тегоба је несаница, скуп симптома који могу имати бројне физичке и менталне узроке. Управљање овим стањима значајно се разликује у зависности од дијагнозе и не може се спроводити без њеног тачног утврђивања.
Међународна класификација поремећаја спавања је 1990. године реорганизована у односу на свог претходника, тако да сваки дијагностички унос има само један код и поремећаји се, колико је то могуће, класификују према патофизиолошком механизму. Обука у медицини спавања је мултидисциплинарна, а тренутна структура класификације осмишљена је да подстакне такав приступ у дијагностици. Поремећаји спавања често не спадају јасно у традиционалне категорије, а диференцијалне дијагнозе се преклапају између различитих медицинских система. Мање ревизије и ажурирања Међународној класификацији поремећаја спавања су спроведене 1997. године и у наредним годинама. Савремени систем класификације заправо следи груписање које је предложио Натанијел Клајтман, „отац истраживања сна“, у својој књизи Sleep and Wakefulness из 1939. године.
Ревидирана Међународна класификација поремећаја спавања категорисала је примарне поремећаје спавања у четири подгрупе:
1. Дисомнија, укључује поремећаје који изазивају несаницу или прекомерну поспаност,
2. Парасомнија, не узрокује те примарне тегобе, али се јављају током спавања или ометају његов ток,
3. Медицински или психијатријски поремећаји спавања,
4. Предложени нови поремећаји.

Друга верзија класификације објављена је 2005. године, затим трећа 2014. године, а текстуално ревидирано издање треће верзије 2023. године.
MeSH (Medical Subject Headings), сервис Националне медицинске библиотеке Сједињених Америчких Држава и Националног института за здравље, користи сличне широке категорије за класификацију поремећаја спавања:
1. Дисомнија – обухвата нарколепсију, апнеју и поремећаје циркадијалног ритма спавања,
2. Парасомнија – укључује бруксизам (шкрипу зубима), месечарење и ноћно умокравање,
3. Поремећаји спавања узроковани медицинским или психијатријским стањима.

Систем класификације користи „стабла” која омогућавају више кодова за један поремећај, у зависности од приступа дијагнози.
DSM-IV-TR (Дијагностички и статистички приручник за менталне поремећаје, четврто издање, текстуално ревидирано) користи исте дијагностичке кодове као и Међународна класификација болести и дели поремећаје спавања на три групе:
1. Примарни поремећаји спавања – обухватају дисомнију и парасомнију, за које се претпоставља да настају услед унутрашњих поремећаја механизама који регулишу спавање и будност,
2. Поремећаји спавања секундарни менталним поремећајима,
3. Поремећаји спавања повезани са општим медицинским стањем или злоупотребом супстанци.

Новији приступ истраживању указује на могућу заједничку основу за поремећаје расположења и поремећаје спавања код истог пацијента. Преглед из 2010. године наводи да су код људи „једнонуклеотидни циркадијалним полиморфизми и другим циркадијалним генима повезани са депресијом” и да „докази о повезаности поремећаја расположења са поремећеним или неправилно темпираним циркадијалним ритмовима сугеришу да би терапије усмерене на обнављање ‘нормалне’ циркадијалне ритмичности могле бити клинички корисне.”

## Историја
Антрополози су открили да изолована друштва без електричне светлости спавају по разним узорцима. Ретко се дешава да њихов образац спавања подсећа на наш савремени навик спавања у једном, осамочасовном континуитету. Много је написано о тумачењу снова, од библичког периода до Фројда, али је сам сан историјски био виђен као пасивно стање.
Концепт медицине спавања припада другој половини 20. века. Због брзо растућег знања о сну, укључујући развој истраживачког поља хронобиологије од 1960. године и открића РЕМ сна (1952–53) и апнеје у сну (први пут описане у медицинској литератури 1965. године), медицински значај сна је препознат. Медицинска заједница је почела да посвећује више пажње него раније примарним поремећајима сна, као што је апнеја у сну, као и улози и квалитету сна у другим стањима. До 1970-их у Сједињеним Државама, а и у многим западним земљама у наредним деценијама, основане су клинике и лабораторије посвећене проучавању сна и лечењу његових поремећаја. Већина лекара који се баве сном били су углавном фокусирани на апнеју, док су неки били стручњаци за нарколепсију. Тада још увек није било ограничења за употребу титуле „лекар за сан”, те се јавила потреба за стандардима.
Основна медицинска обука није посвећивала велику пажњу проблемима са сном. Према Бенки, у њеном прегледу Дијагноза и лечење хроничне несанице (2005), већина лекара „није добро обучена у вези са сном и поремећајима сна”, а истраживање из 1990–91. године, које је обухватило 37 америчких медицинских школа, показало је да је сан и поремећаји сна били „покривени” са мање од два сата укупног наставног времена, у просеку. Бенкин преглед наводи истраживање из 2002. године, где је више од 500 лекара опште праксе само оценило своје знање о поремећајима сна на следећи начин: одлично – 0%; добро – 10%; довољно – 60%; и лоше – 30%. Преглед више од 50 студија показује да и лекари и пацијенти изгледа да су невољни да разговарају о жалбама везаним за сан, делимично због перцепције да су третмани за несаницу неефикасни или повезани са ризицима. Лекари могу избегавати разматрање проблема као што су тешкоће са сном, како би избегли бављење питањима која би могла одузети више од уобичајеног додељеног времена за пацијента.
Такође, у редакцији часописа Америчког колеџа пулмолога из 1999. године изражена је забринутост у вези са недоумицама у медицини сна. Ауторка, тада председавајућа Секцијом за сан своје организације, поставила је питање: „Шта је потребно да се отвори лабораторија за сан? Новац и зграда! Било ко може отворити лабораторију за сан, и чини се да сви то раде.” Што се тиче процеса акредитације лабораторија за сан, она наставља: „Међутим, ова акредитација тренутно није обавезна у већини држава, или што је још важније, није обавезна ни код  већине осигурања... Постоји и Америчка управа за медицинску специјализацију за сан која сертификује појединце као стручњаке за сан. Ова сертификација претпоставља да те особе чине квалификованијим за управљање лабораторијом за сан. Међутим, сертификација није обавезна да би се водила лабораторија или читали студије сна.” Њена забринутост на прелазу века била је: „Ни сви пацијенти са хиперсомнијом немају апнеју, а друге дијагнозе могу бити запостављене ако је лекар обучен само за дијагнозу и лечење апнеје. Такође, када лекар води лабораторију за сан, претпоставља се да је он стручњак за сан и да ће процењивати и лечити све врсте поремећаја сна, иако није довољно обучен за то.”
У Уједињеном Краљевству, знање о медицини сна и могућностима за дијагнозу и лечење изгледа заостају. Guardian цитира директора Центра за сан на Империјалном колеџу за здравствену заштиту: „Један проблем је што је у овој земљи било релативно мало обуке за медицину сна – сигурно не постоји структурирана обука за стручњаке за сан.” Сајт Империјалног колеџа за здравствену заштиту указује пажњу на синдром опструктивне апнеје у сну и веома мало других поремећаја, специфично не укључујући несаницу.

## Обука и сертификација

### Широм света
Светска федерација друштава за истраживање сна и медицину сна (WFSRSMS) основана је 1987. године. Као што и само име подразумева, чланови су заинтересовани за основна и клиничка истраживања као и медицину. Чланска друштва у Америци укључују Америчку академију медицине сна (AASM), издавача часописа Journal of Clinical Sleep Medicine; Друштво за истраживање сна (SRS), издавача SLEEP, Канадско друштво за сан (CSS) и Федерацију латинскоамеричких друштава за сан (FLASS). WFSRSMS промовише истраживања сна и обуку и едукацију лекара.

### Африка
Колеџи медицине Јужне Африке (CMSA) пружају добро дефинисани специјалистички диплома из медицине сна Колеџа неуролога Јужне Африке. Новаформирано Јужноафричко друштво за медицину сна (SASSM) основано је на свом првом конгресу, у фебруару 2010. године. Чланство у друштву је разнолико. Укључује породичне лекаре, оториноларинголошке хирурге, пулмологе, кардиологе, ендокринологе и психијатре.

### Азија
Чланови WFSRSMS у Азији укључују Аустралезијско друштво за сан Новог Зеланда и Аустралије и Азијско друштво за истраживање сна (ASRS), кровну организацију за друштва неколико азијских нација.

### Европа
Европско друштво за истраживање сна (ESRS) је члан WFSRSMS. Скупштина националних друштава за сан (ANSS), која укључује медицинске и научне организације из 26 земаља од 2007. године, представља формални орган ESRS. ESRS је објавио Европске смернице за акредитацију Центара за медицину сна, што је прва од неколико предложених смерница за координацију и промоцију науке и медицине сна у Европи.

### Сједињене Америчке Државе
Америчка академија за медицину спавања (AASM), основана 1978. године, управљала је процесом сертификације и испитивањем за докторе медицине до 1990. године. Њена независна ћерка организација, Амерички одбор за медицину спавања (ABSM), основана је 1991. године и преузела је поменуте одговорности. Од 2007. године, ABSM је престао са управљањем својим испитом, јер је признао да је процес испитивања који признаје Амерички одбор за медицинске специјалности повољан за ову област. Кандидати који су положили испит ABSM-а од 1978. до 2006. године задржавају трајну сертификацију као дипломци те организације.
Медицина спавања је сада као подспецијалност унутар анестезиологије, интерне медицине, породичне медицине, педијатрије, оториноларингологије, психијатрије и неурологије у Сједињеним Државама.
Пулмолози, који су већ подспецијалисти унутар интерне медицине, могу бити прихваћени да положе испит и добију сертификацију из медицине спавања након само шестомесечне специјализације, која се ослања на њихово знање о проблемима са дисањем у току сна, уместо на уобичајених дванаест месеци потребних за друге стручњаке.
Стоматологија спавања (бруксизам, хркање и апнеја у сну), иако није призната као једна од девет стоматолошких специјалности, квалификује се за сертификацију од стране Америчког одбора за стоматологију спавања. Статус дипломираног стручњака који се добија овом сертификацијом препознаје Америчка академија за медицину спавања, а ови стоматолози су организовани у Академији стоматолошке медицине сна. Квалификовани стоматолози сарађују са лекарима медицине спавања у акредитованим центрима и могу пружити неколико врста оралних апарата или операција горњег дисајног тракта за лечење или управљање поремећајима дисања повезаним са сном, као и за брушење и стезање зуба.
Лабораторије за поремећаје дисања у току сна акредитује Амерички одбор за медицину спавања и обавезне су да се придржавају Кодекса медицинске етике Америчке медицинске асоцијације. Центри или клинике за поремећаје спавања, било да су болнички, универзитетски или „самостални”, акредитовани су од исте институције и обавезни су да пружају тестирање и лечење за све поремећаје спавања, као и да имају на свом тиму стручњака за сан, који је сертификован од стране Америчког одбора за медицину спавања и да испуњавају сличне стандарде.

## Дијагностичке методе
Први корак у дијагностици је узимање свеобухватне медицинске историје, узимајући у обзир могућност алтернативних дијагноза и могућност више од једног обољења код истог пацијента. Симптоми за веома различите поремећаје спавања могу бити слични, и треба утврдити да ли су психијатријски проблеми примарни или секундарни. Историја пацијента обухвата претходне покушаје лечења и ношења са стањем, као и пажљив преглед лекова. Разликовање транзијних од хроничних поремећаја и примарних од секундарних има утицаја на правце евалуације и планове лечења.
Епвортова скала поспаности (ESS), дизајнирана да покаже степен поспаности и повезана са апнејом у сну, или други упитници дизајнирани за мерење прекомерне дневне поспаности, представљају дијагностичке алате који се могу користити више пута за мерење резултата лечења.
Списак спавања, такође познат као дневник спавања или журнал спавања, који пацијент води код куће најмање две недеље, може, иако је субјективан, помоћи у утврђивању обима и природе поремећаја спавања и нивоа будности у нормалном окружењу. Паралелни журнал који води родитељ или партнер, ако постоји, такође може бити користан. Дневници спавања такође се могу користити за самопраћење и у вези са бихејвиоралним и другим третманима.
Актиграф је уређај за сензор покрета који се носи на зглобу, обично током једне или две недеље. Он даје грубу слику циклуса спавања–будности и често се користи за верификацију дневника спавања. Економичан је када није потребна комплетна полисомнографија.
Полисомнографија се изводи у лабораторији за спавање док пацијент спава, по могућству у њихово уобичајено време спавања. Полисомнографија објективно бележи фазе сна и респираторне догађаје. Она приказује више канала електроенцефалографије, електроокулографије, електрокардиографије, носни и усни проток ваздуха, абдоминалне, грудне и ножне покрете, као и ниво кисеоника у крви. Један део полисомнографије понекад се мери код куће помоћу преносне опреме, на пример, оксиметрија, која бележи ниво кисеоника у крви током ноћи. Полисомнографија се не користи рутински у евалуацији пацијената са несаницом или поремећајима циркадијалног ритма, осим када је потребно да се искључе други поремећаји. Обично ће бити дефинитиван тест за апнеју у сну.
Тестови спавања код куће (Home Sleep Tests) или тестови апнеје у сну код куће (Home Sleep Apnea Tests) су врсте студија спавања које се могу изводити у пацијентовом дому како би се идентификовала опструктивна апнеја у сну. HST се изводи у уобичајеном окружењу пацијента, што их чини представничким за њихов природни сан, за разлику од боравка преко ноћи у лабораторији, где пацијенти често доживљавају „синдром прве ноћи”. Ови уређаји се све више користе због своје практичности и економичности, као и због чињенице да многе осигуравајуће компаније сада захтевају ове тестове уместо полисомнографије.
Постоје два главна типа уређаја: Тип III, који укључује четири или више канала и може потврдити да ли пацијент има апнеју у сну на основу онога што је снимљено, и Тип IV, који има два до три канала и користи се више за скрининг пацијената пре лабораторијске студије. HST није користан за друге врсте поремећаја сна као што су парасомније или нарколепсија.
Тест вишеструког кашњења спавања (Multiple Sleep Latency Test) обично се изводи током целог дана након полисомнографије, док су електроде и друга опрема још увек на месту. Пацијенту се дају прилике за дремање свака два сата. Тест мери број минута који је потребан од почетка дневног периода дремања до првих знакова спавања. Ово је мера дневне поспаности. Такође показује да ли се REM сан достиже у кратком дремању, што је типичан индикатор нарколепсије.
Медицински имиџинг може се изводити ако се пацијент процењује због неуродегенеративне болести или како би се утврдила опструкција код опструктивне апнеје у сну.

## Лечење
Када су проблеми са спавањем секундарни и последица бола, других медицинских или психијатријских дијагноза, или злоупотребе супстанци, можда ће бити неопходно лечити и основни узрок и проблеме са спавањем.
Када основни узрок проблема са спавањем није одмах јасан, обично се прво предлажу бихејвиорални третмани. Они се крећу од едукације пацијената о хигијени сна до когнитивно-бихејвиоралне терапије (КБТ). Студије које су упоређивале КБТ са лековима код младих и старијих, показале су да КБТ треба сматрати првом линијом и економски ефикасном интервенцијом за хроничну несаницу, не само зато што се добијени резултати могу одржати на дугорочном праћењу. Лекари за поремећаје спавања и психолози, барем у Сједињеним Америчким Државама, нису сагласни о томе ко би требало да изводи КБТ и да ли би центрима за спавање требало да буде обавезно да имају психологе на радном месту. У Уједињеном Краљевству је број терапеута обучених за КБТ ограничен, тако да КБТ није широко доступан у оквиру Националне здравствене службе.
Бихејвиоралне терапије укључују прогресивну релаксацију, контролу стимулација (за поновно повезивање кревета са поспаношћу), ограничавање времена у кревету како би се повећала ефикасност спавања и разбијање заблуда о сну.
Лекови могу бити корисни за акутну несаницу и неке парасомније. Практично увек су потребни, заједно са заказаним кратким дремањима и блиским праћењем, у лечењу нарколепсије и идиопатске хиперсомније.
Хронични поремећаји циркадијалног ритма, од којих је најчешћи поремећај фазе заспаности, могу се лечити терапијом јаком светлошћу у тачно одређеним временима, обично ујутро, терапијом тамом у часовима пре одласка на спавање и тачно време узимања хормона мелатонина. Хронотерапија се такође преписује за поремећаје циркадијалног ритма, иако су резултати углавном краткотрајни. Стимуланси се такође могу прописати. Када ове терапије нису успешне, саветовање може бити указано како би се особи помогло да се адаптира на и живи са овим поремећајем. Људи са овим поремећајима који су изабрали начин живота у складу са својим распоредом спавања немају потребу за лечењем, али им можда треба дијагноза како би избегли заказивање састанака или учешће на састанцима током свог времена за спавање.
Континуирани позитивни притисак у дисајним путевима (CPAP), бифазни континуирани позитивни притисак у дисајним путевима или слични уређаји могу се користити ноћу код куће за ефикасно управљање поремећајима дисања током сна као што је апнеја. У лакшим случајевима, орални апарати могу бити ефикасна алтернатива. За лакше случајеве код особа са гојазношћу, смањење телесне тежине може бити довољно, али обично се препоручује као допуна CPAP лечењу, јер је одржавање губитка тежине тешко. У неким случајевима, операција горњих дисајних путева, обично коју изводи оториноларинголог или понекад орални и максилофацијални хирург, може бити индицирана. Лечење спречава колапс дисајних путева, који прекида дисање током сна. Студија из 2001. године, коју је објавио Ханс-Вернер Гесман у Journal of Sleep Medicine and Sleep Psychology показала је да су пацијенти који су практиковали серију електричних стимулација супрахијоидних мишића језика 20 минута дневно показали значајно смањење симптома апнеје након два месеца. Пацијенти су искусили просечно 36% мање епизода апнеје након успешно завршеног лечења.
Према Националном институту за рак, око 50% пацијената са раком има потешкоћа са спавањем. Потешкоће са спавањем могу укључивати синдром немирних ногу, фрагментирано спавање или несаницу. Неки извештаји показују да до 80% пацијената који пролазе кроз лечење рака доживљавају неки облик несанице. Један од значајних разлога за проблеме са спавањем је стрес, неизвесност и страх. Други пацијенти имају потешкоће са спавањем директно због свог лечења, док неки пате од болова који утичу на квалитет сна. Други фактори укључују исхрану и неоптималне услове за спавање. Показано је и да рак узрокује повећано појављивање апнеје у сну, што додаје потенцијалне проблеме.